# Christian Winther
Rasmus Villads Christian Ferdinand Winther (né le 29 juillet 1796 - décédé le 30 décembre 1876), était un poète lyrique danois.
Né à Fensmark près de Næstved, où son père était pasteur luthérien, il entre à l'Université de Copenhague en 1815 où il étudie la théologie, obtenant son diplôme en 1824. Il commence à publier des vers en 1819, mais aucun recueil ne parait avant 1828. Pendant ce temps, entre 1824 à 1830, Winther gagne sa vie en donnant des leçons, avec tant de succès qu'en 1830 il est en état de voyager en Italie sur ses économies. En 1835 parait un deuxième volume de poèmes lyriques et en 1838 un troisième. En 1841 le Roi Christian VIII de Danemark le choisit pour se rendre dans le Mecklenburg afin d'apprendre le danois à la princesse Mariane, à l'occasion de ses fiançailles avec le Prince héritier du Danemark. Il avait dépassé la cinquantaine quand il se maria.
D'autres collections de pièces lyriques parurent en 1842, 1848, 1850, 1853, 1865 et 1872. En 1851, après avoir été pendant la plus grande partie de sa vie harcelé par les dettes, il reçut une pension de l'État en tant que poète pendant le quart de siècle suivant il résida surtout à Paris.
Outre les neuf ou dix volumes de vers lyriques mentionnés plus haut, Winther publia Hjortens Flugt (le Vol du Cerf), un roman épique envers (1855). Située dans le Sud de la Zélande du XVe siècle, écrite dans des strophes imitées du Nibelungen et probablement inspirée par le Mazeppa de Byron, cette œuvre évoque les jeunes amours, les forces diaboliques et la sorcellerie avec un cerf en train de courir qui reparaît pour symboliser les forces restées sauvages de la Nature. Pourtant dans des intervalles lyriques il chante également les idylles et la liberté de la Nature. Dans les générations ce livre est devenu un cadeau traditionnel de confirmation pour les jeunes gens danois rivalisant sous ce rapport avec Adam Homo de Frederik Paludan-Müller.
Beaucoup de poèmes plus courts de Winther sont devenus populaires et ont été mis en musique, par exemple « Flyv fugl, flyv » - (« Vole, oiseau, vole ») et certains des poèmes de son recueil Til Een, 1842, (Pour quelqu'un) un hommage à sa femme. Un autre classique est le petit poème épique humoristique destiné aux enfants : « Flugten til Amerika » (1830), (Traduit en anglais : « The Flight to America », 1976). Il faut en outre mentionner En l'An de Grâce, un roman (1874); et d'autres travaux en prose. Il mourut à Paris, mais son corps fut rapporté au Danemark et il fut enterré au milieu des bois.
En tant qu'amoureux de la Femme et de la Nature Winther est peut-être un des auteurs danois qui représente le plus étroitement la conception qu'on se fait du poète romantique. Bien des œuvres lyriques danoises récentes se sont avec plus ou moins de bonheur inspirées de ses vers. Son aptitude particulière à faire accompagner l'action par la Nature et les hommages élégants, et pour leur temps assez sensuels, qu'il rendait aux femmes représentaient quelque chose de nouveau. Par Le Vol du Cerf, son œuvre principale, il a acquis le surnom de « Chantre de la Zélande ».